# Cengiz Kurtoğlu
 (octobre 2023).
La mise en forme du texte ne suit pas les recommandations de Wikipédia : il faut le « wikifier ».
Les points d'amélioration suivants sont les cas les plus fréquents. Le détail des points à revoir est peut-être précisé sur la page de discussion.
- Les titres sont pré-formatés par le logiciel. Ils ne sont ni en capitales, ni en gras.
- Le texte ne doit pas être écrit en capitales (les noms de famille non plus), ni en gras, ni en italique, ni en « petit »…
- Le gras n'est utilisé que pour surligner le titre de l'article dans l'introduction, une seule fois.
- L'italique est rarement utilisé : mots en langue étrangère, titres d'œuvres, noms de bateaux, etc.
- Les citations ne sont pas en italique mais en corps de texte normal. Elles sont entourées par des guillemets français : « et ».
- Les listes à puces sont à éviter, des paragraphes rédigés étant largement préférés. Les tableaux sont à réserver à la présentation de données structurées (résultats, etc.).
- Les appels de note de bas de page (petits chiffres en exposant, introduits par l'outil «  Source ») sont à placer entre la fin de phrase et le point final[comme ça].
- Les liens internes (vers d'autres articles de Wikipédia) sont à choisir avec parcimonie. Créez des liens vers des articles approfondissant le sujet. Les termes génériques sans rapport avec le sujet sont à éviter, ainsi que les répétitions de liens vers un même terme.
- Les liens externes sont à placer uniquement dans une section « Liens externes », à la fin de l'article. Ces liens sont à choisir avec parcimonie suivant les règles définies. Si un lien sert de source à l'article, son insertion dans le texte est à faire par les notes de bas de page.
- La présentation des références doit suivre les conventions bibliographiques. Il est recommandé d'utiliser les modèles {{Ouvrage}}, {{Chapitre}}, {{Article}}, {{Lien web}} et/ou {{Bibliographie}}. Le mode d'édition visuel peut mettre en forme automatiquement les références.
- Insérer une infobox (cadre d'informations à droite) n'est pas obligatoire pour parachever la mise en page.

Pour une aide détaillée, merci de consulter Aide:Wikification.
Si vous pensez que ces points ont été résolus, vous pouvez retirer ce bandeau et améliorer la mise en forme d'un autre article.
Cengiz Kurtoğlu est un musicien, pianiste et chanteur turc. L'artiste qui fait de la musique de taverne chante également dans le style de la musique de la mer Noire, qui est un genre local .

## Vital
L'artiste, originaire d'origine Laz, est né à Arhavi. Après avoir terminé ses études, il a travaillé comme fonctionnaire dans les usines Çaykur qui transformaient des plants de thé cultivés dans la région orientale de la mer Noire en Turquie .
L'artiste a commencé sa carrière musicale avec le groupe amateur « Légende de la montagne Ciha », qu'il a fondé avec ses amis . Son premier album, sorti en 1984, était "Sen Sözden Anlamaz mısın ?" Il a commencé sa carrière musicale professionnelle avec. Cependant, sa véritable percée et sa popularité sont venues avec son album "Unutulan", sorti en 1986 . L'artiste, qui a sorti de nombreux albums, composé des chansons et joué dans des films, est l'un des grands noms de la musique de taverne et est décrit comme une légende vivante par ses fans . L'artiste, qui a déclaré dans une interview avoir travaillé pendant de nombreuses années comme assistant pianiste d'un autre artiste célèbre Atilla Kaya, joue de la musique dans des salles du quartier Tarabya d'Istanbul, le centre de la musique de taverne . Originaire de la mer Noire, l'artiste soutient Trabzonspor .

## Prix
- 2020 - 46. Altın Kelebek Ödülleri - Meilleur projet (Master Apprenti)